# Убийство Исмаила Хании
31 июля 2024 года глава политбюро исламистской вооружённой организации ХАМАС Исмаил Хания был убит в своей резиденции в Тегеране после участия в церемонии инаугурации президента Ирана Масуда Пезешкиана. Причина смерти Хании расследуется.

## Предыстория

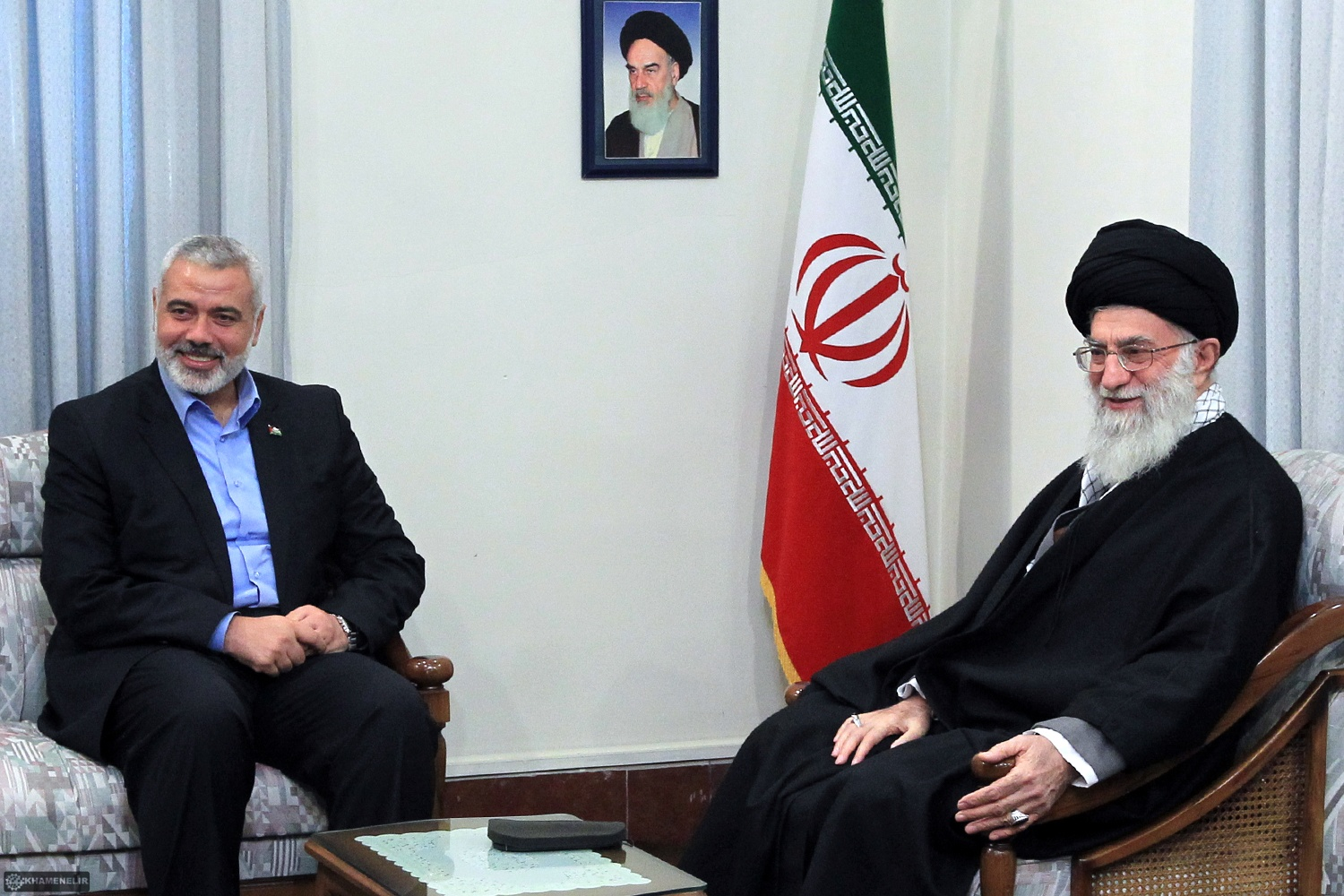
Хания и Али Хаменеи

Исмаил Хания был одним из основателей исламистской организации ХАМАС в 1988 году, а в 2017 году возглавил её политбюро. В 2018 году Государственный департамент США признал его глобальным террористом особого значения. Его состояние оценивалось приблизительно в 4 миллиарда долларов.

## Убийство

### Факты
Рано утром 31 июля 2024 года, после посещения церемонии инаугурации президента Ирана Масуда Пезешкиана, Исмаил Хания был убит в своей резиденции в Тегеране. Первоначальный отчёт об убийстве Исмаила Хании поступил от Корпуса стражей исламской революции (КСИР) Ирана, который предоставил ограниченную информацию об обстоятельствах его смерти и указал, что инцидент расследуется.
Вместе с Ханией был убит его иранский охранник.

### Версии
В день покушения ХАМАС утверждал, что он был убит в результате авиаудара. Согласно расследованию The New York Times, Хания был убит с помощью взрывного устройства, заложенного в помещении, где он жил в Тегеране. Этот дом является частью комплекса, известного как «Нешат», в районе северного Тегерана. Комплекс управляется и охраняется Корпусом стражей исламской революции. Бомба была спрятана в доме примерно за 2 месяца до покушения. Взрыв потряс здание, разбил несколько окон и вызвал частичное обрушение внешней стены. Официальная версия КСИР заключается в том, что Хания был убит ракетой малой дальности, что может свидетельствовать о том, что ракету выпустили с территории либо из воздушного пространства Ирана.
В конце декабря, по сообщению The Times of Israel, министр обороны Израиля Исраэль Кац подтвердил, что за убийством стоят израильские власти.

### Похороны
2 августа 2024 года Хания был похоронен в Катаре на кладбище в городе Лусаил, к северу от Дохи.

## Последствия
ХАМАС и власти Ирана считают, что Хания был убит израильтянами, и пообещали отомстить за его смерть. В связи с этим армия Израиля повысила боеготовность. По той же причине многие авиакомпании мира временно приостановили полёты в Израиль.
Сообщалось об аресте в Иране в связи с убийством 20 человек, включая старших офицеров разведки и военных чиновников, и конфискации у них всех электронных устройств.

## Оценки
Хания играл существенную роль в непрямых переговорах с Израилем по поводу возможного урегулирования конфликта в Газе, начавшегося 7 октября 2023 года после вторжения ХАМАСа в Израиль. В связи с этим президент США Джо Байден и пресс-секретарь президента России Владимира Путина Дмитрий Песков отметили, что смерть Хании не приближает прекращение войны.
Главы МИД 57 государств, входящих в Организацию исламского сотрудничества, возложили ответственность за убийство на Израиль и выразили своё осуждение.
Ряд арабских журналистов и либералов поддержали убийство Хании, отметив террористический и проиранский характер его деятельности.

### Комментарии
1. ↑  ХАМАС признан террористической организацией в ЕС, Австралии, Аргентине, Великобритании, Израиле, Канаде, Новой Зеландии, Парагвае, США и Японии, а также Организацией американских государств. Его деятельность также запрещена в Иордании и Египте.